# Russian Linguistics
Russian Linguistics. International Journal for the Study of Russian and other Slavic Languages — международный рецензируемый журнал по лингвистике, специализирующийся на русском и других славянских языках.
Основан Александром Исаченко. Издаётся с 1974 года в Нидерландах, изначально издательством D. Reidel, в настоящее время издательством Springer. В редколлегию входят слависты из разных стран.
Периодичность — один том в год, разделённый на три выпуска. Языки публикации — русский, английский, немецкий, реже французский. Журнал индексируется, в числе прочих, в базах ERIH PLUS и Scopus.

## История
По воспоминаниям Любомира Дюровича, идея издавать журнал, посвящённый теоретическим вопросам изучения русского языка, возникла 18 апреля 1973 года в австрийском городке Динтен, в ходе беседы, на которой присутствовали Александр Исаченко с женой, Николай Сальников и сам Дюрович с женой. К тому времени и Исаченко, и Дюрович вынуждены были эмигрировать из Чехословакии и устроились в других странах, где не было специальных изданий по русистике; в Чехословакии же на их имена и работы был наложен запрет. Решено было основать собственный журнал. Исаченко стал главным редактором и вскоре договорился об издании с голландским издательством D. Reidel. Первый номер вышел в 1974 году.
Секретарями редакции стали Николай Сальников и Эва Риттер; в редколлегию были приглашены слависты из разных стран, в том числе Борис Успенский из СССР, Рудольф Ружичка из ГДР и Веслав Витковский из Польши. Успенский, однако, вскоре был вынужден отозвать своё имя из редколлегии, сообщив Исаченко, что в СССР «Журнал признан одиозным, и это, кажется, результат специальной деятельности Филина, Белодеда, Костомарова». Аналогично, покинуть редколлегию пришлось и Ружичке.
После смерти Исаченко в 1978 году главным редактором журнала стал Дюрович.

## Тематика
Журнал публикует статьи по разным аспектам русского и славянского языкознания от фонетики и фонологии до синтаксиса и лингвистики текста, как в синхронном, так и в диахроническом аспектах.
Тематика журнала, в частности, включает рассмотрение следующих аспектов:
- как традиционно-структуралистские, так и генеративно-трансформационные и другие современные теоретические подходы к грамматике
- фонетика и фонология, морфология, синтаксис, прагматика и семантика русского и других славянских языков (в синхронии и диахронии)
- филологические проблемы анализа русских и древнерусских, равно как и других славянских текстов
- грамматические особенности русского и других славянских языков с точки зрения языковых универсалий
- история русского и других славянских литературных языков
- славянская диалектология

Помимо статей, журнал публикует рецензии и обзоры.

## Редколлегия
Главный редактор — Ульрих Швайер (Германия); два других редактора Роже Комте (Франция) и Йос Схакен (Нидерланды). Секретарь редколлегии Регина Зиппл-Ян (Германия).
Члены редколлегии также представляют разные стран мира: Дэвид Бирнбаум (США), Гревилл Корбетт (Великобритания), Александр Дуличенко (Эстония), Любомир Дюрович (Швеция), Эмили Кленин (США), Максим Кронгауз (Россия), Вернер Лефельдт (Германия), Нина Мечковская (Беларусь), Даниэль Вайс (Швейцария).